# Torneo Descentralizado
El Campeonato Descentralizado fue el torneo nacional de la Primera División del Perú de los clubes de fútbol desde 1966 hasta 2018. En la parte superior del sistema de la liga de fútbol peruano. Fue organizado por la Asociación Deportiva de Fútbol Profesional. Disputado, generalmente, por dieciséis clubes, funcionaba con un sistema de ascensos y descensos con la segunda división del Perú. Regularmente empezaba en el mes de febrero y concluía en diciembre. Desde 2011, estaba patrocinado por Movistar TV y, por lo tanto, comercialmente era conocido como el Campeonato Descentralizado Copa Movistar.
El torneo fue creado a raíz de la decisión de la Federación Peruana de Fútbol para crear una liga de fútbol nacional por primera vez desde que se iniciaron las competiciones de fútbol de los clubes peruanos en el siglo XX. Un total de diez clubes se han coronado campeones del Torneo Descentralizado. Sporting Cristal es el club que más veces levantó el trofeo con diecisiete títulos nacionales, seguido de Universitario de Deportes y Alianza Lima con dieciséis y nueve, respectivamente. Solo cuatro equipos de provincia han ganado un campeonato nacional, siendo Sport Boys del Callao el primero (un título), luego Unión Huaral (dos títulos), seguido por Melgar (dos títulos) y Juan Aurich (uno), que son también los únicos equipos que han ganado un título nacional fuera del departamento de Lima. El último campeón fue Sporting Cristal.

## Historia
El fútbol peruano no se jugaba a nivel nacional, ya que las primeras ligas de fútbol se formaron en el siglo XX. El fútbol se juega a nivel regional, con la Liga de Fútbol de Lima como la más importante, se convirtió en profesional en 1951, y el campeón clasifica para la Copa Libertadores a partir de 1960.

### Temporadas 1966-1969
En 1966, la primera liga nacional se formó con los 10 profesionales con sede en Lima equipos que han jugado en la Liga Provincial de Fútbol de Lima y cuatro equipos de diferentes partes del país, incluyendo Atlético Grau de Piura, Melgar de Arequipa, Alfonso Ugarte de Chiclín de Trujillo, y Octavio Espinosa de Ica.
El primer Torneo Descentralizado hizo su debut el 13 de agosto de 1966 en el Estadio Nacional con dos juegos. El primer partido se jugó entre Universitario de Deportes y promovido Mariscal Sucre, que terminó en empate 1-1. El segundo partido en el Estadio Nacional fue un empate 0-0 entre Sporting Cristal y Alfonso Ugarte de Chiclin jugado inmediatamente después del primer partido. Universitario de Deportes  pasaría a convertirse en el campeón nacional y se clasificó a la Copa Libertadores 1967. Además, el subcampeón Sport Boys también se clasificó a la Copa Libertadores después de que se amplió el número de cupos para  cada asociación miembro de uno a dos. Con el Descentralizado fue la creación de la Copa Perú, que era un torneo de fútbol nacional de promoción de los equipos de provincia, ya que todavía no existía  una segunda división nacional. La temporada 1966 estaba condicionada para los cuatro equipos de provincia participantes en el torneo. Tenían que terminar la temporada por encima de la octava posición con el fin de evitar el descenso. De los cuatro equipos, sólo Atlético Grau tuvo la suerte de colocarse por encima de la exigencia establecida. FBC Melgar, Alfonso Ugarte y Octavio Espinosa fueron relegados pero  tanto  fueron capaces de volver a la máxima categoría en 1967 junto con recién llegado Juan Aurich.
La segunda edición de la nueva liga nacional del Perú se jugó al fútbol en la misma forma que la primera edición;. 14 equipos y cada equipo jugará 26 partidos Juan Aurich de Chiclayo fue el equipo de campo quinta a participar en el Descentralizado. Universitario defendió con éxito su título. En la tercera edición del Torneo Descentralizado, Juan Aurich en particular vinculado con el Sporting Cristal, al final de la temporada para el primer lugar. El campeonato fue que se definirán en un partido de playoffs en el Estadio Nacional. Sporting Cristal ganó el playoff 2?? 1, pero Juan Aurich, como subcampeón, se clasificó para la Copa Libertadores. En la cuarta temporada del Descentralizado, el formato del torneo fue modificado. El torneo se jugó en dos etapas. La primera etapa había que cada equipo juega todos los otros equipos una vez. En la segunda etapa, los primeros 6 equipos avanzados para un grupo de campeonato con el título nacional en disputa y los últimos 8 equipos avanzaron a un grupo de descenso en los últimos dos equipos fueron relegados al final de la temporada. Universitario ganó la temporada 1969 con su tercer título Descentralizado y Defensor Arica calificado para la Copa Libertadores.

### Temporadas 1970-1979
El Torneo Descentralizado 1970 se vio afectada por la Selección de fútbol de Perú calificación 's para el 1970 la Copa Mundial de la FIFA en México. Por lo tanto, se acordó que la temporada no comenzará la semana siguiente a la salida de Perú de la FIFA. Así, el 19 de junio, una semana después de la eliminación de cuartos de final del Perú a manos de Brasil, la temporada de 1970 se inició en el Estadio Nacional con un resultado de 0-0 entre Deportivo Municipal y Octavio Espinosa. Sporting Cristal fue el campeón eventual, reclamando su segundo título nacional. La temporada 1971 se expandió a 16 equipos de la original 14. Universitario fue a ganar un cuarto título nacional y se clasificó a la Copa Libertadores 1972, en el que llegó a la final para jugar contra el Independiente de Argentina. El Torneo Descentralizado 1972 fue ganado por Sporting Cristal recuento 3 títulos nacionales. Para la temporada 1973, la liga se amplió de nuevo, esta vez a 18 equipos. Defensor Lima hizo historia convirtiéndose en el campeón nacional después de 7 temporadas viendo campeonatos ganados por Universitario y Sporting Cristal.
Después de la eliminación de Perú en las Eliminatorias de la Copa Mundial, el gobierno de Perú ordenó a la liga nacional se ampliará a 22 equipos. Cada equipo jugó 42 partidos con los 6 mejores equipos que juegan otros 5 partidos entre sí para determinar el campeón. Universitario ampliado su número 5, mientras que el título de Unión Huaral clasificó a su primera Copa Libertadores. Para 1975, los equipos se redujeron a 18, pero jugó de la misma manera en 1974. Alianza Lima ganó su primer campeonato nacional. Alfonso Ugarte empató con Universitario en el segundo lugar obligando a un partido extra para el segundo equipo peruano para clasificar a la Copa Libertadores. Alfonso Ugarte ganó 5? 4 en un shooutout pena después de 0? 0 empate. La temporada siguiente también sufrió una reducción en equipo. 16 equipos disputaron el Descentralizado 1976, que terminó con Unión Huaral y Sport Boys empató el primer lugar. Unión Huaral ganó el título de decidir partido por 2? 0. Unión Huaral ganó un histórico primer campeonato nacional convirtiéndose en el primer equipo fuera de Lima - Callao hub. Con la Copa del Mundo en Argentina viene, el gobierno de Perú decidió dar apoyo económico a fin de traer a varios jugadores peruanos al Perú. Alianza Lima ganó la temporada 1977 reclamando su segundo título nacional.
Al igual que en 1970, la participación del Perú en el 1978 la Copa Mundial de la FIFA afectado el inicio del Torneo Descentralizado 1978. El torneo inicia el 5 de julio, sin embargo, un torneo menor fue jugado con los 16 equipos en los meses previos a la Copa del Mundo. Coronel Bolognesi ganó el torneo menor, pero el torneo hizo nada Bolognesi premio que les beneficiará en el Descentralizado. Alianza Lima defendió con éxito su título de 1977, convirtiéndose en campeón nacional por tercera vez. Sporting Cristal ganó el 1979 y 1980 para empatar Universitario por 5 títulos nacionales.

### Temporadas 1980-1989
Atlético Chalaco y Atlético Torino clasificó a su primera Copa Libertadores de América a través de las temporadas 1979 y 1980 respectivamente. La temporada siguiente Melgar hizo historia en el Descentralizado al convertirse en el primer equipo fuera de la Región Lima en ganar el campeonato nacional. Melgar terminó la temporada 1981 con un punto de ventaja sobre Universitario, que perdió ante el Deportivo Municipal en el playoff para decidir coincide con el segundo equipo peruano en el 1982 la Copa Libertadores. Esta fue la primera y única participación municipal en la Copa Libertadores.
En 1982, el Perú fue a competir en el 1982 la Copa Mundial de la FIFA y, en consecuencia, la temporada se jugó de manera similar a 1978. Un torneo menor se jugó en los meses previos a la Copa del Mundo, que fue ganada por Sporting Cristal. El Torneo Descentralizado 1982 se inició el 18 de julio, una semana después de la final del Mundial. La temporada se divide en varias fases de grupos y Universitario ganó su sexto título nacional, dos puntos por delante de su rival Alianza Lima en la etapa final del grupo. Melgar estuvo cerca de ganar la temporada 1983, pero el vencedor fue el Sporting Cristal, Universitario del empate en títulos nacionales por 6 cada uno. Para el Torneo Descentralizado 1983, la temporada se jugó en dos etapas con 17 equipos. Los 6 mejores equipos al final de la primera etapa avanzado a una etapa final del grupo que ganó el Sporting Cristal, después de FBC Melgar no pudo mantener su ventaja primera etapa. La siguiente temporada se jugó con 25 equipos divididos en cuatro grupos basados en la región. Catorce equipos avanzados a partir de la fase de grupos regionales en el Torneo Descentralizado 1984, que era la temporada de Sport Boys por primera vez como campeón nacional. Universitario de Deportes ganó un campeonato séptimo en 1985.
En 1986, San Agustín hizo historia tras derrotar a Alianza Lima en el 1986 Torneo Descentralizado final. Esto era sólo su segunda temporada en la primera división. En 1987, Universitario y Alianza Lima se enfrentaron en la final de la temporada. Universitario ganó 1-0. La temporada de 1988 se dividió en dos torneos regionales en las que los ganadores se enfrentarían en la última temporada de formato que duraría hasta 1991.

### Temporadas 1990-1999
Los campeones regionales Universitario y Sporting Cristal se enfrentaron. Sporting Cristal levantó el campeonato nacional después de una victoria por 2-1. En 1989, Unión Huaral y Sporting Cristal se disputarón la final y ganó por Unión Huaral para ganar su segundo campeonato nacional. La temporada de 1990, jugó con un récord de 44 equipos y fue ganado por Universitario con una victoria por 4-2 sobre el Sport Boys en la final, obteniendo la "Ú"  un total de 9 campeonatos nacionales. La siguiente temporada, la última vez que los torneos regionales se usan, el torneo es ganado por Sporting Cristal en una definición por penales contra Universitario en la final, obteniendo así  el Sporting Cristal su octavo campeonato nacional.
El Torneo Descentralizado 1992 redujo el número de equipo a 16 y finales de la temporada no se jugaría hasta 1997. Universitario ganó los títulos de los torneos de 1992 y 1993. Sporting Cristal hizo historia al ganar tres temporadas consecutivamente desde 1994 a 1996. En 1997, el Torneo Apertura y Clausura formatos de torneos estaban empleados en el Descentralizado. Alianza Lima volvió a la máxima categoría del fútbol peruano después de ganar la temporada 1997-por primera vez desde 1978. Alianza ganó ambos torneos para convertirse en campeón nacional. Entre 1998 y 2000, Universitario repetiría hazaña Sporting Cristal, ganando tres títulos consecutivos. La temporada de 1998 fue ganada después de derrotar a Cristal en un shooutout penalti en la final, mientras que la temporada de 1999 fue ganada contra Alianza Lima el marcador global.

### Temporadas 2000-2009
La final de la temporada 2001 fue disputada entre Alianza Lima y Cienciano. Alianza Lima ganó su quinto título nacional después de derrotar a Cienciano en la tanda de penaltis. Para el 
Campeonato Descentralizado 2002 el ganador del Torneo Apertura debe quedar en el quinto lugar del Torneo Clausura y viceversa.  Universitario ganó el Torneo Apertura 2002, pero se ubicó en el 11.º lugar  en el Torneo Clausura. Por lo tanto, el campeonato fue para el ganador del Torneo Clausura que fue Sporting Cristal. Los campeonatos del  2003 y 2004 fueron ganados por Alianza Lima.
En la temporada 2005 resultó campeón el club Sporting  Cristal.
En el año 2006 se repetiría la final del año 2001 disputada entre Alianza Lima y Cienciano que fue ganada por el equipo blanquiazul.
En 2007, un nuevo campeón saltó a la fama como la Universidad San Martín ganó el Campeonato Nacional. Ellos repitieron su éxito en la siguiente temporada después de ganar el Torneo Clausura 2008 y que el ganador del Torneo Apertura, Universitario de Deportes  no pudo terminar por encima del 8.º lugar. En la temporada  2009, después de una sequía de nueve años sin títulos Universitario de Deportes se coronó campeón venciendo en la final a Alianza Lima.

### Temporadas 2010-2018
Para el Campeonato Descentralizado 2010 se llevó a cabo en tres etapas: en la primera, los equipos jugaron en la modalidad de todos contra todos y el equipo que finalizó e primer lugar clasificó directamente a la Copa Libertadores como Perú 3; en la segunda etapa lo hicieron a través de dos series, mientras que en la tercera los ganadores de cada serie disputaron el título nacional. Los equipos que finalizaron en el primer lugar de cada serie fueron Universidad San Martín y León de Huánuco clasificaron a la fase de grupos de la Copa Libertadores 2011 y disputaron el Título Nacional en encuentros de ida y vuelta. Universidad San Martín vuelve a consagrarse como campeón, tras derrotar en la final al León de Huánuco. De la mano del entrenador Aníbal Ruiz, empató en Huánuco 1-1 con gol de Alemanno y venció por 2-1 en Lima con goles de Pedro García y Pablo Vitti.
En la temporada 2011 se llevó a cabo en dos etapas: en la primera, los equipos jugaron dos ruedas en la modalidad de todos contra todos con partidos de ida y vuelta, lo que cual dio un total de 30 fechas. En la segunda etapa, los dos mejores equipos al cabo de las 30 fechas disputaron el título nacional en una final con partidos de ida y vuelta. Juan Aurich se consagró como campeón por primera vez en su historia, tras derrotar en la final al Alianza Lima. De la mano del entrenador Aníbal Ruiz, perdió de local 1-2 y venció por 0-1 en Lima con gol de Ysrael Zúñiga. Dado que ambos equipos igualaron en el resultado global (en los partidos de ida y vuelta), se jugó un tercer partido para definir al campeón de la temporada. Este encuentro culminó 0:0 luego de 120’ de juego, por lo que el campeonato se definió en la tanda de penales. En ella, anotaron para el ciclón Renzo Sheput, Edgard Balbuena y Ricardo Ciciliano, y con una soberbia actuación de Diego Penny, quien atajó dos penales, Juan Aurich ganó 1:3 y se proclamó por primera vez como campeón nacional del fútbol peruano.
El año 2012 fue especial, ya que la Asociación Deportiva de Fútbol Profesional celebraba su centenario (100 años de fundación). El Campeonato Descentralizado de la Primera División de fútbol profesional del Perú. El día viernes 2 de marzo, la Universidad San Martín, debido a la huelga de futbolistas, anunció su retiro definitivo del fútbol profesional y del torneo local, para después confirmarlo. Sin embargo, el día 14 de marzo del 2012, después de una asamblea, el club regresó al fútbol profesional con 12 votos a favor y 2 en contra. En el Campeonato Descentralizado 2012, Sporting Cristal consiguió su estrella 16 luego de siete años ante el cuadro de Real Garcilaso del Cuzco. El conjunto del sur no supo aprovechar su localía y cayó por 1-0 en la final de ida y en el encuentro de vuelta, el cuadro celeste se impuso por el mismo marcador (1-0) con gol de Junior Ross, lo que permitió al conjunto celeste adjudicarse su título 16, siendo el equipo con más títulos del Torneo Descentralizado junto a Universitario. El Delantero del Sporting Cristal, Junior Ross, se le eligió como la figura al anotar los dos goles en los  play-off. Este título ratificó la actualidad de Sporting Cristal de la mano de su entrenador Roberto Mosquera.

### Cantidad de participantes por año
| Período (en años) | Nro. de clubes |
| ----------------- | -------------- |
| 1966-1970         | 14             |
| 1971-1972         | 16             |
| 1973              | 18             |
| 1974              | 22             |
| 1975              | 18             |
| 1976-1982         | 16             |
| 1983              | 17             |
| 1984              | 25             |
| 1985-1987         | 30             |
| 1988              | 37             |
| 1989              | 42             |
| 1990              | 44             |

| Período (en años) | Nro. de clubes |
| ----------------- | -------------- |
| 1991              | 41             |
| 1992-1996         | 16             |
| 1997              | 14             |
| 1998-2003         | 12             |
| 2004              | 14             |
| 2005              | 13             |
| 2006-2007         | 12             |
| 2008              | 14             |
| 2009-2014         | 16             |
| 2015              | 17             |
| 2016-2018         | 16             |

## Patrocinios
Debe señalarse que el patrocinador es quien determina el nombre comercial de la liga. El Campeonato Descentralizado  tuvo dos patrocinadores:
| Patrocinador   | Denominación comercial | Temporada   |
| -------------- | ---------------------- | ----------- |
| Sin patrocinio | Sin denominación       | 1966 - 1996 |
| Cable Mágico   | Copa Cable Magico      | 1997 - 2010 |
| Movistar       | Copa Movistar          | 2011 - 2018 |

## Palmarés

### Títulos por equipo
| N°   | Club                | Títulos | Subtítulos | Campeonatos obtenidos                                                                                | Subcampeonatos obtenidos                                         |
| ---- | ------------------- | ------- | ---------- | --- | ---------------------------------------------------------------- |
| 1.°  | Sporting Cristal    | 17      | 11         | 1968, 1970, 1972, 1979, 1980, 1983, 1988, 1991, 1994, 1995, 1996, 2002, 2005, 2012, 2014, 2016, 2018 | 1967, 1973, 1977, 1989, 1992, 1997, 1998, 2000, 2003, 2004, 2015 |
| 2.°  | Universitario       | 16      | 8          | 1966, 1967, 1969, 1971, 1974, 1982, 1985, 1987, 1990, 1992, 1993, 1998, 1999, 2000, 2009, 2013       | 1970, 1972, 1978, 1984, 1988, 1995, 2002, 2008                   |
| 3.°  | Alianza Lima        | 9       | 11         | 1975, 1977, 1978, 1997, 2001, 2003, 2004, 2006, 2017                                                 | 1971, 1982, 1986, 1987, 1993, 1994, 1996, 1999, 2009, 2011, 2018 |
| 4.°  | San Martín          | 3       | 0          | 2007, 2008, 2010                                                                                     | –                                                                |
| 5.°  | FBC Melgar          | 2       | 2          | 1981, 2015                                                                                           | 1983, 2016                                                       |
| 6.°  | Unión Huaral        | 2       | 1          | 1976, 1989                                                                                           | 1974                                                             |
| 7.°  | Sport Boys          | 1       | 4          | 1984                                                                                                 | 1966, 1976, 1990, 1991                                           |
| 8.°  | Juan Aurich         | 1       | 2          | 2011                                                                                                 | 1968, 2014                                                       |
| 9.°  | Defensor Lima       | 1       | 0          | 1973                                                                                                 | –                                                                |
| 10.° | San Agustín         | 1       | 0          | 1986                                                                                                 | –                                                                |
| 11.° | Cienciano           | 0       | 3          | – | 2001, 2005, 2006                                                 |
| 12.° | Cusco FC            | 0       | 3          | – | 2012, 2013, 2017                                                 |
| 13.° | Defensor Arica      | 0       | 1          | – | 1969                                                             |
| 14.° | Alfonso Ugarte      | 0       | 1          | – | 1975                                                             |
| 15.° | Atlético Chalaco    | 0       | 1          | – | 1979                                                             |
| 16.° | Atlético Torino     | 0       | 1          | – | 1980                                                             |
| 17.° | Deportivo Municipal | 0       | 1          | – | 1981                                                             |
| 18.° | UTC                 | 0       | 1          | – | 1985                                                             |
| 19.° | Coronel Bolognesi   | 0       | 1          | – | 2007                                                             |
| 20.° | León de Huánuco     | 0       | 1          | – | 2010                                                             |

### Títulos por año (1966 - 2018)
| Año  | Campeón                          | Entrenador           | Subcampeón                | Goleador                      | Equipo                                    | Goles |
| ---- | -------------------------------- | -------------------- | ------------------------- | ----------------------------- | ----------------------------------------- | ----- |
| 1966 | Universitario de Deportes        | Marcos Calderón      | Sport Boys                | Teófilo Cubillas              | Alianza Lima                              | 19    |
| 1967 | Universitario de Deportes        | Marcos Calderón      | Sporting Cristal          | Pedro Pablo León              | Alianza Lima                              | 14    |
| 1968 | Sporting Cristal                 | Waldir Pereira       | Juan Aurich               | Oswaldo Ramírez               | Sport Boys                                | 26    |
| 1969 | Universitario de Deportes        | Roberto Scarone      | Defensor Arica            | Jaime Mosquera                | Deportivo Municipal                       | 15    |
| 1970 | Sporting Cristal                 | Vito Andrés Bártoli  | Universitario de Deportes | Teófilo Cubillas              | Alianza Lima                              | 22    |
| 1971 | Universitario de Deportes        | Roberto Scarone      | Alianza Lima              | Manuel Mellán                 | Deportivo Municipal                       | 25    |
| 1972 | Sporting Cristal                 | Marcos Calderón      | Universitario de Deportes | Francisco Gonzales            | Defensor Lima                             | 20    |
| 1973 | Defensor Lima                    | Roque Gastón Máspoli | Sporting Cristal          | Francisco Gonzales            | Defensor Lima                             | 25    |
| 1974 | Universitario de Deportes        | Juan Eduardo Hohberg | Unión Huaral              | Pablo Muchotrigo              | Cienciano                                 | 32    |
| 1975 | Alianza Lima                     | Marcos Calderón      | Alfonso Ugarte            | José Leyva                    | Alfonso Ugarte                            | 25    |
| 1976 | Unión Huaral                     | Moisés Barack        | Sport Boys                | Alejandro Luces               | Unión Huaral                              | 17    |
| 1977 | Alianza Lima                     | Juan Eduardo Hohberg | Sporting Cristal          | Freddy Ravello                | Alianza Lima                              | 27    |
| 1978 | Alianza Lima                     | Juan Eduardo Hohberg | Universitario de Deportes | Juan José Oré                 | Universitario de Deportes                 | 19    |
| 1979 | Sporting Cristal                 | Marcos Calderón      | Atlético Chalaco          | José Leyva                    | Alfonso Ugarte                            | 28    |
| 1980 | Sporting Cristal                 | Marcos Calderón      | Atlético Torino           | Oswaldo Ramírez               | Sporting Cristal                          | 19    |
| 1981 | FBC Melgar                       | Máximo Carrasco      | Deportivo Municipal       | José Andrés Carranza          | Alianza Lima                              | 18    |
| 1982 | Universitario de Deportes        | Roberto Scarone      | Alianza Lima              | Percy Rojas                   | Universitario de Deportes                 | 19    |
| 1983 | Sporting Cristal                 | César Cubilla        | FBC Melgar                | Juan Caballero                | Sporting Cristal                          | 29    |
| 1984 | Sport Boys                       | Marcos Calderón      | Universitario de Deportes | Jaime Drago Francisco Montero | Universitario de Deportes Atlético Torino | 13    |
| 1985 | Universitario de Deportes        | Marcos Calderón      | UTC                       | Genaro Neyra                  | FBC Melgar                                | 22    |
| 1986 | Deportivo San Agustín            | Fernando Cuéllar     | Alianza Lima              | Juvenal Briceño               | FBC Melgar                                | 16    |
| 1987 | Universitario de Deportes        | Juan Carlos Oblitas  | Alianza Lima              | Fidel Suárez                  | Universitario de Deportes                 | 20    |
| 1988 | Sporting Cristal                 | Alberto Gallardo     | Universitario de Deportes | Luis Mora                     | Octavio Espinosa                          | 25    |
| 1989 | Unión Huaral                     | Simo Vilic           | Sporting Cristal          | Carlos Delgado                | Deportivo Junín                           | 14    |
| 1990 | Universitario de Deportes        | Fernando Cuéllar     | Sport Boys                | Cláudio Adão                  | Sport Boys                                | 31    |
| 1991 | Sporting Cristal                 | Juan Carlos Oblitas  | Sport Boys                | Horacio Baldessari            | Sporting Cristal                          | 25    |
| 1992 | Universitario de Deportes        | Iván Brzić           | Sporting Cristal          | Marquinho                     | Sport Boys                                | 18    |
| 1993 | Universitario de Deportes        | Sergio Markarián     | Alianza Lima              | Waldir Sáenz                  | Alianza Lima                              | 31    |
| 1994 | Sporting Cristal                 | Juan Carlos Oblitas  | Alianza Lima              | Flavio Maestri                | Sporting Cristal                          | 25    |
| 1995 | Sporting Cristal                 | Juan Carlos Oblitas  | Universitario de Deportes | Julinho                       | Sporting Cristal                          | 23    |
| 1996 | Sporting Cristal                 | Sergio Markarián     | Alianza Lima              | Adrián Czornomaz Waldir Sáenz | Universitario de Deportes Alianza Lima    | 20    |
| 1997 | Alianza Lima                     | Jorge Luis Pinto     | Sporting Cristal          | Ricardo Zegarra               | Alianza Atlético                          | 17    |
| 1998 | Universitario de Deportes        | Osvaldo Piazza       | Sporting Cristal          | Nílson Esidio                 | Sporting Cristal                          | 25    |
| 1999 | Universitario de Deportes        | Roberto Chale        | Alianza Lima              | Ysrael Zúñiga                 | FBC Melgar                                | 32    |
| 2000 | Universitario de Deportes        | Roberto Chale        | Sporting Cristal          | Eduardo Esidio                | Universitario de Deportes                 | 37    |
| 2001 | Alianza Lima                     | Bernabé Herráez      | Cienciano                 | Jorge Ramírez                 | Deportivo Wanka                           | 21    |
| 2002 | Sporting Cristal                 | Paulo Autuori        | Universitario de Deportes | Luis Fabián Artime            | FBC Melgar                                | 24    |
| 2003 | Alianza Lima                     | Gustavo Costas       | Sporting Cristal          | Luis Alberto Bonnet           | Sporting Cristal                          | 20    |
| 2004 | Alianza Lima                     | Gustavo Costas       | Sporting Cristal          | Gabriel García                | FBC Melgar                                | 35    |
| 2005 | Sporting Cristal                 | José del Solar       | Cienciano                 | Miguel Mostto                 | Cienciano                                 | 18    |
| 2006 | Alianza Lima                     | Gerardo Pelusso      | Cienciano                 | Miguel Mostto                 | Cienciano                                 | 22    |
| 2007 | Universidad San Martín de Porres | Víctor Rivera        | Coronel Bolognesi         | Johan Fano                    | Universitario de Deportes                 | 19    |
| 2008 | Universidad San Martín de Porres | Víctor Rivera        | Universitario de Deportes | Miguel Ximénez                | Sporting Cristal                          | 32    |
| 2009 | Universitario de Deportes        | Juan Reynoso         | Alianza Lima              | Richar Estigarribia           | Total Chalaco                             | 23    |
| 2010 | Universidad San Martín de Porres | Aníbal Ruiz          | León de Huánuco           | Héber Arriola                 | Universidad San Martín de Porres          | 24    |
| 2011 | Juan Aurich                      | Diego Edison Umaña   | Alianza Lima              | Luis Tejada                   | Juan Aurich                               | 17    |
| 2012 | Sporting Cristal                 | Roberto Mosquera     | Real Garcilaso            | Andy Pando                    | Real Garcilaso                            | 27    |
| 2013 | Universitario de Deportes        | Ángel David Comizzo  | Real Garcilaso            | Raúl Ruidíaz Víctor Rossel    | Universitario de Deportes Unión Comercio  | 21    |
| 2014 | Sporting Cristal                 | Daniel Ahmed         | Juan Aurich               | Santiago Silva                | Universidad San Martín de Porres          | 23    |
| 2015 | FBC Melgar                       | Juan Reynoso         | Sporting Cristal          | Lionard Pajoy                 | Unión Comercio                            | 25    |
| 2016 | Sporting Cristal                 | Mariano Soso         | FBC Melgar                | Robinson Aponzá               | Alianza Atlético                          | 30    |
| 2017 | Alianza Lima                     | Pablo Bengoechea     | Real Garcilaso            | Irven Ávila                   | Sporting Cristal                          | 22    |
| 2018 | Sporting Cristal                 | Mario Salas          | Alianza Lima              | Emanuel Herrera               | Sporting Cristal                          | 40    |

## Clasificación histórica
La clasificación histórica del Campeonato Descentralizado, se basa en los puntos conseguidos por cada equipo en la Primera División con el fin de poder organizar la participación de los diferentes equipos que han participado desde 1966 en esta categoría. Los únicos tres clubes que han estado presentes en todas las ediciones del Campeonato Descentralizado son Universitario de Deportes, Alianza Lima y Sporting Cristal.
Clasificación de los diez primeros equipos
| Posición | Equipo                    | Temporadas | PJ   | PG   | PE  | PP  | GF   | GC   | Puntos |
| -------- | ------------------------- | ---------- | ---- | ---- | --- | --- | ---- | ---- | ------ |
| 1.º      | Sporting Cristal          | 53         | 2127 | 1032 | 585 | 510 | 3620 | 2201 | 3037   |
| 2.º      | Universitario de Deportes | 53         | 2167 | 1041 | 626 | 500 | 3344 | 2215 | 3033   |
| 3.º      | Alianza Lima              | 53         | 2126 | 1010 | 592 | 524 | 3283 | 2042 | 2974   |
| 4.º      | F. B. C. Melgar           | 49         | 1917 | 767  | 528 | 597 | 2632 | 2288 | 2344   |
| 5.º      | Sport Boys                | 45         | 1724 | 591  | 531 | 603 | 2199 | 2234 | 1864   |
| 6.º      | Cienciano                 | 37         | 1423 | 557  | 358 | 508 | 1897 | 1794 | 1740   |
| 7.º      | Deportivo Municipal       | 38         | 1473 | 504  | 417 | 552 | 1843 | 2009 | 1560   |
| 8.º      | Juan Aurich               | 35         | 1313 | 454  | 406 | 449 | 1611 | 1602 | 1497   |
| 9.º      | Alianza Atlético          | 27         | 1104 | 392  | 286 | 426 | 1394 | 1543 | 1265   |
| 10.º     | Unión Huaral              | 24         | 945  | 310  | 289 | 346 | 1117 | 1173 | 961    |

- Actualizado al final del Campeonato Descentralizado 2018

### Posiciones finales de principales clubes
Estas son las posiciones finales de los principales clubes peruanos en las últimas 27 Temporadas (desde 1992 a la última 2018).
| Temp. | CRI | UNI | ALI | MEL | CIE | AAS | SBO | SMP | JAU | MUN | WAN | UCV | LHU | UMN | SHU | AYA | BOL | UTC | UCO | CUS | JGA | UHU | Temp.     |
| --- | --- | --- | --- | --- | --- | --- | --- | --- | --- | --- | --- | --- | --- | --- | --- | --- | --- | --- | --- | --- | --- | --- | --------- |
| 1992 | 2   | 1   | 4   | 6   | 7   | 12  | 5   | NE  | CP  | 11  | 3   | NE  | 8   | 9   | NE  | NE  | CP  | 10  | NE  | NE  | CP  | 2D  | 1992      |
| 1993 | 3   | 1   | 2   | 6   | 9   | 13  | 4   | NE  | CP  | 7   | 5   | NE  | 11  | 12  | NE  | NE  | CP  | 16  | NE  | NE  | CP  | 15  | 1993      |
| 1994 | 1   | 5   | 2   | 8   | 13  | 14  | 11  | NE  | CP  | 6   | 3   | NE  | 4   | 10  | NE  | NE  | CP  | CP  | NE  | NE  | CP  | 2D  | 1994      |
| 1995 | 1   | 2   | 3   | 7   | 4   | 10  | 9   | NE  | CP  | 6   | 5   | NE  | 16  | 12  | NE  | NE  | CP  | CP  | NE  | NE  | CP  | 15  | 1995      |
| 1996 | 1   | 3   | 2   | 11  | 5   | 12  | 6   | NE  | CP  | 9   | 4   | CP  | CP  | 8   | NE  | NE  | CP  | CP  | NE  | NE  | CP  | 2D  | 1996      |
| 1997 | 2   | 3   | 1   | 4   | 5   | 6   | 8   | NE  | CP  | 7   | 10  | CP  | CP  | 9   | NE  | NE  | CP  | CP  | NE  | NE  | 13  | 2D  | 1997      |
| 1998 | 2   | 1   | 4   | 9   | 8   | 10  | 3   | NE  | 7   | 11  | 5   | CP  | CP  | 6   | NE  | NE  | CP  | CP  | NE  | NE  | CP  | 2D  | 1998      |
| 1999 | 3   | 1   | 2   | 4   | 6   | 8   | 5   | NE  | 9   | 10  | 11  | CP  | CP  | 7   | NE  | NE  | CP  | CP  | NE  | NE  | CP  | 2D  | 1999      |
| 2000 | 2   | 1   | 8   | 5   | 4   | 6   | 3   | NE  | 10  | 12  | 9   | CP  | CP  | 7   | NE  | NE  | CP  | CP  | NE  | NE  | CP  | 2D  | 2000      |
| 2001 | 3   | 8   | 1   | 7   | 2   | 4   | 6   | NE  | 11  | 2D  | 10  | CP  | CP  | 12  | NE  | NE  | CP  | CP  | NE  | NE  | CP  | 2D  | 2001      |
| 2002 | 1   | 2   | 3   | 7   | 4   | 5   | 6   | NE  | 10  | 2D  | 11  | CP  | CP  | CP  | NE  | NE  | 9   | CP  | CP  | NE  | CP  | 2D  | 2002      |
| 2003 | 2   | 9   | 1   | 8   | 3   | 6   | 5   | NE  | CP  | 2D  | 11  | CP  | CP  | CP  | NE  | NE  | 4   | CP  | CP  | NE  | CP  | 7   | 2003      |
| 2004 | 2   | 5   | 1   | 8   | 3   | 4   | 9   | 12  | CP  | 2D  | 13  | 7   | CP  | CP  | NE  | NE  | 10  | CP  | CP  | NE  | CP  | 6   | 2004      |
| 2005 | 1   | 3   | 7   | 9   | 2   | 11  | 8   | 4   | CP  | 2D  | CP  | 12  | CP  | CP  | NE  | NE  | 5   | CP  | CP  | NE  | CP  | 13  | 2005      |
| 2006 | 3   | 5   | 1   | 7   | 2   | 8   | 11  | 6   | CP  | 2D  | CP  | 2D  | CP  | CP  | NE  | NE  | 4   | 2D  | CP  | NE  | 10  | 12  | 2006      |
| 2007 | 10  | 5   | 6   | 8   | 3   | 9   | 7   | 1   | CP  | 11  | CP  | 2D  | CP  | CP  | CP  | NE  | 2   | 2D  | CP  | NE  | NL  | 2D  | 2007      |
| 2008 | 3   | 2   | 11  | 8   | 4   | 5   | 14  | 1   | 13  | 2D  | CP  | 7   | CP  | CP  | CP  | 2D  | 10  | 2D  | CP  | NE  | 9   | CP  | 2008      |
| 2009 | 10  | 1   | 2   | 8   | 9   | 14  | 2D  | 5   | 3   | 2D  | CP  | 6   | CP  | CP  | 4   | 7   | 16  | CP  | CP  | CP  | 11  | CP  | 2009      |
| 2010 | 7   | 4   | 3   | 12  | 13  | 14  | 10  | 1   | 6   | CP  | CP  | 5   | 2   | CP  | 8   | 9   | 2D  | CP  | CP  | CP  | 15  | CP  | 2010      |
| 2011 | 10  | 14  | 2   | 12  | 8   | 16  | 11  | 4   | 1   | CP  | CP  | 13  | 5   | CP  | 3   | 7   | 2D  | CP  | 6   | CP  | 2D  | CP  | 2011      |
| 2012 | 1   | 11  | 14  | 5   | 10  | NL  | 15  | 8   | 4   | CP  | CP  | 3   | 13  | CP  | 6   | 7   | 2D  | CP  | 12  | 2   | 9   | CP  | 2012      |
| 2013 | 3   | 1   | 4   | 12  | 9   | NL  | 2D  | 13  | 8   | 2D  | CP  | 5   | 10  | CP  | 11  | 7   | CP  | 6   | 14  | 2   | 16  | CP  | 2013      |
| 2014 | 1   | 6   | 3   | 4   | 11  | NL  | 2D  | 12  | 2   | 2D  | CP  | 8   | 7   | CP  | 14  | 9   | CP  | 13  | 5   | 10  | 2D  | 2D  | 2014      |
| 2015 | 2   | 7   | 9   | 1   | 15  | 13  | 2D  | 11  | 10  | 6   | CP  | 3   | 17  | CP  | 5   | 14  | CP  | 12  | 8   | 4   | CP  | 2D  | 2015      |
| 2016 | 1   | 3   | 5   | 2   | 2D  | 12  | 2D  | 11  | 8   | 4   | CP  | 15  | NL  | CP  | 7   | 14  | CP  | 13  | 10  | 9   | CP  | 2D  | 2016      |
| 2017 | 8   | 4   | 1   | 3   | 2D  | 16  | 2D  | 11  | 15  | 9   | CP  | 2D  | CP  | CP  | 6   | 13  | CP  | 5   | 14  | 2   | CP  | 2D  | 2017      |
| 2018 | 1   | 9   | 2   | 3   | 2D  | 2D  | 14  | 11  | 2D  | 5   | CP  | 2D  | CP  | CP  | 6   | 13  | CP  | 7   | 10  | 4   | CP  | 2D  | 2018      |
| 1° Div. | 27  | 27  | 27  | 27  | 24  | 23  | 21  | 15  | 15  | 14  | 13  | 11  | 10  | 10  | 10  | 10  | 8   | 8   | 8   | 7   | 7   | 6   | 22 equip. |
| Top 4 | 22  | 16  | 20  | 7   | 10  | 2   | 3   | 5   | 4   | 1   | 3   | 2   | 2   | 0   | 2   | 0   | 3   | 0   | 0   | 5   | 0   | 0   | 16 equip. |
| Top 6 | 22  | 21  | 22  | 11  | 13  | 7   | 9   | 7   | 5   | 5   | 6   | 5   | 3   | 1   | 6   | 0   | 4   | 2   | 2   | 5   | 0   | 1   | 20 equip. |
| Top 8 | 24  | 23  | 24  | 21  | 16  | 9   | 12  | 8   | 8   | 7   | 6   | 8   | 5   | 4   | 8   | 4   | 4   | 3   | 3   | 5   | 0   | 2   | 21 equip. |
| 2° Div. | 0   | 0   | 0   | 0   | 3   | 1   | 6   | 0   | 1   | 10  | 0   | 4   | 0   | 0   | 0   | 1   | 3   | 3   | 0   | 0   | 2   | 15  | 11 equip. |
| Cop. Per. | 0   | 0   | 0   | 0   | 0   | 0   | 0   | 0   | 11  | 3   | 14  | 8   | 16  | 17  | 2   | 0   | 16  | 16  | 9   | 3   | 17  | 6   | 13 equip. |
| N. Lig. | 0   | 0   | 0   | 0   | 0   | 3   | 0   | 12  | 0   | 0   | 0   | 4   | 1   | 0   | 15  | 16  | 0   | 0   | 10  | 17  | 1   | 0   | 9 equip.  |
| Campeones de la Liga (1966-2018) Van a la Copa Libertadores del Siguiente Año (1960-) Van a la Copa Sudamericana del Siguiente Año (2003 - act. Pero mismo año en 2002 y 2003) (2002-) SC, U y AL Van a la Copa Merconorte (1998-2001) Van a Copa Conmebol del Siguiente Año (1992-99) En Segunda División (2D) (1966-2018) En la Copa Perú (CP) (1967-2018) Ninguna Liga (NL) y/o No Existía (NE) (1966-2018) |     |     |     |     |     |     |     |     |     |     |     |     |     |     |     |     |     |     |     |     |     |     |           |

## Torneos organizados por ADFP
Estos Son Los Torneos Intermedios (Ediciones 1969, 1981, 1989, 1993 y 1994), los Torneos Regionales (Ediciones 1985-1991), los Torneos Apertura (Ediciones 1997-2008, 2014-2018), los Torneos Clausura (Ediciones 1997-2008, 2014-2018), los Torneos del Inca (Ediciones 2011, 2014 y 2015), los Torneos de Verano (Ediciones 2017 y 2018) y los Campeonatos Nacionales desde la primera en 1966 hasta la última en 2018.
| Núm.    | Club                      | Campeón Nacional | Torneos Intermedios | Torneos Regionales (TR y TD 1985-91) | Torneo Apertura | Torneo Clausura | Torneo del Inca/Verano |
| ------- | ------------------------- | ---------------- | ------------------- | ------------------------------------ | --------------- | --------------- | ---------------------- |
| 1.°     | Sporting Cristal          | 17               | 1                   | 4                                    | 3               | 6               | 1                      |
| 2.°     | Universitario de Deportes | 16               | 0                   | 5                                    | 6               | 1               | 0                      |
| 3.°     | Alianza Lima              | 9                | 0                   | 2                                    | 5               | 4               | 1                      |
| 4.°     | Univ. San Martín          | 3                | 0                   | 0                                    | 1               | 1               | 0                      |
| 5.°     | FBC Melgar                | 2                | 0                   | 0                                    | 0               | 2               | 1                      |
| 6.°     | Unión Huaral              | 2                | 0                   | 1                                    | 0               | 0               | 0                      |
| 7.°     | Sport Boys                | 1                | 0                   | 1                                    | 0               | 0               | 0                      |
| 8.°     | Juan Aurich               | 1                | 0                   | 0                                    | 1               | 0               | 0                      |
| 9.°     | Defensor Lima             | 1                | 1                   | 0                                    | 0               | 0               | 0                      |
| 10.°    | San Agustín               | 1                | 0                   | 1                                    | 0               | 0               | 0                      |
| 11.°    | Cienciano                 | 0                | 0                   | 0                                    | 1               | 2               | 0                      |
| 12.°    | Deportivo Municipal       | 0                | 2                   | 0                                    | 0               | 0               | 0                      |
| 13.°    | Atlético Grau             | 0                | 1                   | 0                                    | 0               | 0               | 0                      |
| 14.°    | Coronel Bolognesi         | 0                | 0                   | 0                                    | 0               | 1               | 0                      |
| 15.°    | José Gálvez FBC           | 0                | 0                   | 0                                    | 0               | 0               | 1                      |
| 16.°    | Univ. César Vallejo       | 0                | 0                   | 0                                    | 0               | 0               | 1                      |
| Totales | Totales                   | 53               | 5                   | 14                                   | 17              | 17              | 5                      |

## Títulos ganados por departamento
| Región              | Títulos | Clubes | Subtítulos | Clubes                                                                                                   |
| ------------------- | ------- | --- | ---------- | --- |
| Provincia de Lima   | 47      | Sporting Cristal (17), Universitario (16), Alianza Lima (9), San Martín (3), Defensor Lima (1), San Agustín (1) | 32         | Sporting Cristal (11), Alianza Lima (11), Universitario (8), Defensor Arica (1), Deportivo Municipal (1) |
| Arequipa            | 2       | FBC Melgar (2)                                                                                                  | 2          | FBC Melgar (2)                                                                                           |
| Lima                | 2       | Unión Huaral (2)                                                                                                | 1          | Unión Huaral (1)                                                                                         |
| Provincia de Callao | 1       | Sport Boys (1)                                                                                                  | 5          | Sport Boys (4), Atlético Chalaco (1)                                                                     |
| Lambayeque          | 1       | Juan Aurich (1)                                                                                                 | 2          | Juan Aurich (2)                                                                                          |
| Cusco               | 0       | – | 6          | Cienciano (3), Cusco FC (3)                                                                              |
| Puno                | 0       | – | 1          | Alfonso Ugarte (1)                                                                                       |
| Piura               | 0       | – | 1          | Atlético Torino (1)                                                                                      |
| Cajamarca           | 0       | – | 1          | UTC (1)                                                                                                  |
| Tacna               | 0       | – | 1          | Coronel Bolognesi (1)                                                                                    |
| Huánuco             | 0       | – | 1          | León de Huánuco (1)                                                                                      |

## Número de temporadas
En negrita (Nombre del club y Número de Temporadas) los equipos en la última temporada en 2018.
 Datos actualizados de 1966 hasta la temporada 2018. 
| N°  | Club                             | Temp. | Temporadas Totales | Tít. | Sub. | Asc. | Desc. |
| --- | -------------------------------- | ----- | --- | ---- | ---- | ---- | ----- |
| 1.  | Sporting Cristal                 | 53    | 1966, 1967, 1968, 1969, 1970, 1971, 1972, 1973, 1974, 1975, 1976, 1977, 1978, 1979, 1980, 1981, 1982, 1983, 1984, 1985, 1986, 1987, 1988, 1989, 1990, 1991, 1992, 1993, 1994, 1995, 1996, 1997, 1998, 1999, 2000, 2001, 2002, 2003, 2004, 2005, 2006, 2007, 2008, 2009, 2010, 2011, 2012, 2013, 2014, 2015, 2016, 2017, 2018 | 17   | 10   | 1    | 0     |
| 2.  | Universitario de Deportes        | 53    | 1966, 1967, 1968, 1969, 1970, 1971, 1972, 1973, 1974, 1975, 1976, 1977, 1978, 1979, 1980, 1981, 1982, 1983, 1984, 1985, 1986, 1987, 1988, 1989, 1990, 1991, 1992, 1993, 1994, 1995, 1996, 1997, 1998, 1999, 2000, 2001, 2002, 2003, 2004, 2005, 2006, 2007, 2008, 2009, 2010, 2011, 2012, 2013, 2014, 2015, 2016, 2017, 2018 | 16   | 8    | 1    | 0     |
| 3.  | Alianza Lima                     | 53    | 1966, 1967, 1968, 1969, 1970, 1971, 1972, 1973, 1974, 1975, 1976, 1977, 1978, 1979, 1980, 1981, 1982, 1983, 1984, 1985, 1986, 1987, 1988, 1989, 1990, 1991, 1992, 1993, 1994, 1995, 1996, 1997, 1998, 1999, 2000, 2001, 2002, 2003, 2004, 2005, 2006, 2007, 2008, 2009, 2010, 2011, 2012, 2013, 2014, 2015, 2016, 2017, 2018 | 9    | 11   | 1    | 0     |
| 4.  | FBC Melgar                       | 49    | 1966, 1971, 1972, 1973, 1974, 1975, 1976, 1977, 1978, 1979, 1980, 1981, 1982, 1983, 1984, 1985, 1986, 1987, 1988, 1989, 1990, 1991, 1992, 1993, 1994, 1995, 1996, 1997, 1998, 1999, 2000, 2001, 2002, 2003, 2004, 2005, 2006, 2007, 2008, 2009, 2010, 2011, 2012, 2013, 2014, 2015, 2016, 2017, 2018                         | 2    | 2    | 2    | 1     |
| 5.  | Sport Boys                       | 45    | 1966, 1967, 1968, 1969, 1970, 1971, 1972, 1973, 1974, 1975, 1976, 1977, 1978, 1979, 1980, 1981, 1982, 1983, 1984, 1985, 1986, 1987, 1990, 1991, 1992, 1993, 1994, 1995, 1996, 1997, 1998, 1999, 2000, 2001, 2002, 2003, 2004, 2005, 2006, 2007, 2008, 2010, 2011, 2012, 2018                                                 | 1    | 4    | 4    | 3     |
| 6.  | Deportivo Municipal              | 39    | 1966, 1967, 1969, 1970, 1971, 1972, 1973, 1974, 1975, 1976, 1977, 1978, 1979, 1980, 1981, 1982, 1983, 1984, 1985, 1986, 1987, 1988, 1989, 1990, 1991, 1992, 1993, 1994, 1995, 1996, 1997, 1998, 1999, 2000, 2007, 2015, 2016, 2017, 2018                                                                                     | 0    | 1    | 4    | 3     |
| 7.  | Cienciano                        | 37    | 1973, 1974, 1975, 1976, 1977, 1984, 1985, 1986, 1987, 1988, 1989, 1990, 1991, 1992, 1993, 1994, 1995, 1996, 1997, 1998, 1999, 2000, 2001, 2002, 2003, 2004, 2005, 2006, 2007, 2008, 2009, 2010, 2011, 2012, 2013, 2014, 2015                                                                                                 | 0    | 3    | 2    | 2     |
| 8.  | Juan Aurich                      | 35    | 1967, 1968, 1969, 1970, 1971, 1972, 1973, 1974, 1975, 1976, 1977, 1978, 1979, 1980, 1981, 1982, 1983, 1988, 1989, 1991, 1998, 1999, 2000, 2001, 2002, 2008, 2009, 2010, 2011, 2012, 2013, 2014, 2015, 2016, 2017 | 1    | 2    | 5    | 5     |
| 9.  | León de Huánuco                  | 27    | 1972, 1973, 1974, 1975, 1976, 1977, 1978, 1979, 1981, 1982, 1983, 1985, 1986, 1988, 1989, 1990, 1991, 1992, 1993, 1994, 1995, 2010, 2011, 2012, 2013, 2014, 2015 | 0    | 1    | 5    | 5     |
| 10. | Alianza Atlético                 | 27    | 1988, 1989, 1990, 1991, 1992, 1993, 1994, 1995, 1996, 1997, 1998, 1999, 2000, 2001, 2002, 2003, 2004, 2005, 2006, 2007, 2008, 2009, 2010, 2011, 2015, 2016, 2017 | 0    | 0    | 2    | 2     |
| 11. | Unión Huaral                     | 24    | 1974, 1975, 1976, 1977, 1978, 1979, 1980, 1981, 1982, 1983, 1984, 1985, 1986, 1987, 1988, 1989, 1990, 1991, 1993, 1995, 2003, 2004, 2005, 2006 | 2    | 1    | 4    | 4     |
| 12. | Coronel Bolognesi                | 23    | 1977, 1978, 1979, 1980, 1981, 1982, 1983, 1984, 1985, 1986, 1987, 1988, 1989, 1990, 1991, 2002, 2003, 2004, 2005, 2006, 2007, 2008, 2009 | 0    | 1    | 2    | 2     |
| 13. | CNI de Iquitos                   | 23    | 1973, 1974, 1975, 1976, 1977, 1978, 1979, 1980, 1981, 1982, 1983, 1984, 1985, 1986, 1987, 1988, 1989, 1990, 1991, 1992, 2009, 2010, 2011 | 0    | 0    | 2    | 2     |
| 14. | Defensor Lima                    | 19    | 1966, 1967, 1968, 1969, 1970, 1971, 1972, 1973, 1974, 1975, 1976, 1977, 1978, 1989, 1990, 1991, 1992, 1993, 1994 | 1    | 0    | 2    | 2     |
| 15. | Carlos A. Mannucci               | 19    | 1968, 1969, 1970, 1971, 1972, 1974, 1975, 1976, 1984, 1985, 1986, 1987, 1988, 1989, 1990, 1991, 1992, 1993, 1994 | 0    | 0    | 4    | 4     |
| 16. | Atlético Torino                  | 19    | 1970, 1971, 1972, 1973, 1978, 1979, 1980, 1981, 1983, 1984, 1985, 1986, 1987, 1989, 1990, 1991, 1995, 1996, 1997 | 0    | 1    | 5    | 5     |
| 17. | Alfonso Ugarte                   | 18    | 1974, 1975, 1976, 1977, 1978, 1979, 1980, 1981, 1982, 1983, 1984, 1985, 1986, 1987, 1988, 1989, 1990, 1991 | 0    | 1    | 1    | 1     |
| 18. | UTC                              | 18    | 1982, 1983, 1984, 1985, 1986, 1987, 1988, 1989, 1990, 1991, 1992, 1993, 2013, 2014, 2015, 2016, 2017, 2018 | 0    | 1    | 2    | 1     |
| 19. | Deportivo Junín                  | 17    | 1974, 1975, 1976, 1977, 1978, 1979, 1980, 1981, 1982, 1983, 1984, 1985, 1986, 1987, 1988, 1989, 1990 | 0    | 0    | 1    | 1     |
| 20. | Unión Minas                      | 16    | 1986, 1987, 1988, 1989, 1990, 1991, 1992, 1993, 1994, 1995, 1996, 1997, 1998, 1999, 2000, 2001 | 0    | 0    | 1    | 1     |
| 21. | Atlético Grau                    | 15    | 1966, 1967, 1968, 1969, 1970, 1972, 1973, 1974, 1975, 1986, 1987, 1988, 1989, 1990, 1991 | 0    | 0    | 3    | 3     |
| 22. | Universidad San Martín de Porres | 15    | 2004, 2005, 2006, 2007, 2008, 2009, '2010, 2011, 2012, 2013, 2014, 2015, 2016, 2017, 2018 | 3    | 0    | 1    | 0     |

| Resto de los equipos que estuvieron en Primera División (Torneo Descentralizado) | Resto de los equipos que estuvieron en Primera División (Torneo Descentralizado) | Resto de los equipos que estuvieron en Primera División (Torneo Descentralizado) | Resto de los equipos que estuvieron en Primera División (Torneo Descentralizado)   | Resto de los equipos que estuvieron en Primera División (Torneo Descentralizado) | Resto de los equipos que estuvieron en Primera División (Torneo Descentralizado) | Resto de los equipos que estuvieron en Primera División (Torneo Descentralizado) | Resto de los equipos que estuvieron en Primera División (Torneo Descentralizado) |
| N°                                                                               | Club                                                                             | Temp.                                                                            | Temporadas Totales                                                                 | Tít.                                                                             | Sub.                                                                             | Asc.                                                                             | Desc.                                                                            |
| -------------------------------------------------------------------------------- | -------------------------------------------------------------------------------- | -------------------------------------------------------------------------------- | ---------------------------------------------------------------------------------- | -------------------------------------------------------------------------------- | -------------------------------------------------------------------------------- | -------------------------------------------------------------------------------- | -------------------------------------------------------------------------------- |
| 23.                                                                              | Octavio Espinosa                                                                 | 14                                                                               | 1966, 1967, 1968, 1969, 1970, 1971, 1984, 1985, 1986, 1987, 1988, 1989, 1990, 1991 | 0                                                                                | 0                                                                                | 3                                                                                | 3                                                                                |
| 24.                                                                              | Atlético Chalaco                                                                 | 13                                                                               | 1973, 1974, 1975, 1976, 1977, 1978, 1979, 1980, 1981, 1982, 1983, 1984, 1985       | 0                                                                                | 1                                                                                | 1                                                                                | 1                                                                                |
| 25.                                                                              | Deportivo Wanka                                                                  | 13                                                                               | 1992, 1993, 1994, 1995, 1996, 1997, 1998, 1999, 2000, 2001, 2002, 2003, 2004       | 0                                                                                | 0                                                                                | 1                                                                                | 1                                                                                |
| 26.                                                                              | ADT                                                                              | 12                                                                               | 1980, 1981, 1982, 1983, 1984, 1985, 1986, 1987, 1988, 1989, 1990, 1991             | 0                                                                                | 0                                                                                | 1                                                                                | 1                                                                                |
| 27.                                                                              | San Agustín                                                                      | 12                                                                               | 1985, 1986, 1987, 1988, 1989, 1990, 1991, 1992, 1993, 1994, 1995, 1996             | 1                                                                                | 0                                                                                | 1                                                                                | 1                                                                                |
| 28.                                                                              | José Gálvez FBC (Chimbote)                                                       | 12                                                                               | 1971, 1972, 1973, 1984, 1985, 1997, 2006, 2008, 2009, 2010, 2012, 2013             | 0                                                                                | 0                                                                                | 6                                                                                | 6                                                                                |
| 29.                                                                              | Universidad César Vallejo                                                        | 11                                                                               | 2004, 2005, 2008, 2009, 2010, 2011, 2012, 2013, 2014, 2015, 2016                   | 0                                                                                | 0                                                                                | 2                                                                                | 2                                                                                |
| 30.                                                                              | Sport Huancayo                                                                   | 10                                                                               | 2009, 2010, 2011, 2012, 2013, 2014, 2015, 2016, 2017, 2018                         | 0                                                                                | 0                                                                                | 1                                                                                | 0                                                                                |
| 31.                                                                              | Ayacucho FC                                                                      | 10                                                                               | 2009, 2010, 2011, 2012, 2013, 2014, 2015, 2016, 2017, 2018                         | 0                                                                                | 0                                                                                | 1                                                                                | 0                                                                                |
| 32.                                                                              | Unión Comercio                                                                   | 8                                                                                | 2011, 2012, 2013, 2014, 2015, 2016, 2017, 2018                                     | 0                                                                                | 0                                                                                | 1                                                                                | 0                                                                                |
| 33.                                                                              | Defensor Arica                                                                   | 7                                                                                | 1966, 1967, 1968, 1969, 1970, 1971, 1972                                           | 0                                                                                | 1                                                                                | 1                                                                                | 1                                                                                |
| 34.                                                                              | Defensor ANDA                                                                    | 7                                                                                | 1984, 1985, 1986, 1987, 1988, 1989, 1990                                           | 0                                                                                | 0                                                                                | 1                                                                                | 1                                                                                |
| 35.                                                                              | Cusco FC                                                                         | 7                                                                                | 2012, 2013, 2014, 2015, 2016, 2017, 2018                                           | 0                                                                                | 3                                                                                | 1                                                                                | 0                                                                                |
| 36.                                                                              | Juventud La Palma                                                                | 6                                                                                | 1979, 1980, 1984, 1985, 1986, 1987                                                 | 0                                                                                | 0                                                                                | 2                                                                                | 2                                                                                |
| 37.                                                                              | Atlético Huracán                                                                 | 6                                                                                | 1985, 1986, 1987, 1988, 1989, 1990                                                 | 0                                                                                | 0                                                                                | 1                                                                                | 1                                                                                |
| 38.                                                                              | Diablos Rojos                                                                    | 6                                                                                | 1984, 1985, 1988, 1989, 1990, 1991                                                 | 0                                                                                | 0                                                                                | 2                                                                                | 2                                                                                |
| 39.                                                                              | Porvenir Miraflores                                                              | 5                                                                                | 1967, 1968, 1969, 1970, 1971                                                       | 0                                                                                | 0                                                                                | 1                                                                                | 1                                                                                |
| 40.                                                                              | José Pardo                                                                       | 5                                                                                | 1971, 1972, 1973, 1974, 1975                                                       | 0                                                                                | 0                                                                                | 1                                                                                | 1                                                                                |
| 41.                                                                              | Internazionale San Borja                                                         | 5                                                                                | 1987, 1988, 1989, 1990, 1991                                                       | 0                                                                                | 0                                                                                | 1                                                                                | 1                                                                                |
| 42.                                                                              | Deportivo Cañaña                                                                 | 5                                                                                | 1987, 1988, 1989, 1990, 1991                                                       | 0                                                                                | 0                                                                                | 1                                                                                | 1                                                                                |
| 43.                                                                              | Mina San Vicente                                                                 | 5                                                                                | 1987, 1988, 1989, 1990, 1991                                                       | 0                                                                                | 0                                                                                | 1                                                                                | 1                                                                                |
| 44.                                                                              | Sport Áncash                                                                     | 5                                                                                | 2005, 2006, 2007, 2008, 2009                                                       | 0                                                                                | 0                                                                                | 1                                                                                | 1                                                                                |
| 45.                                                                              | Centro Iqueño                                                                    | 4                                                                                | 1966, 1967, 1968, 1969                                                             | 0                                                                                | 0                                                                                | 1                                                                                | 1                                                                                |
| 46.                                                                              | Juventud La Joya                                                                 | 4                                                                                | 1985, 1986, 1987, 1988                                                             | 0                                                                                | 0                                                                                | 1                                                                                | 1                                                                                |
| 47.                                                                              | Deportivo Pucallpa                                                               | 4                                                                                | 1985, 1986, 1987, 1988                                                             | 0                                                                                | 0                                                                                | 1                                                                                | 1                                                                                |
| 48.                                                                              | Deportivo Hospital                                                               | 4                                                                                | 1984, 1989, 1990, 1991                                                             | 0                                                                                | 0                                                                                | 2                                                                                | 2                                                                                |
| 49.                                                                              | Deportivo AELU                                                                   | 4                                                                                | 1988, 1989, 1990, 1991                                                             | 0                                                                                | 0                                                                                | 1                                                                                | 1                                                                                |
| 50.                                                                              | Club Libertad                                                                    | 4                                                                                | 1988, 1989, 1990, 1991                                                             | 0                                                                                | 0                                                                                | 1                                                                                | 1                                                                                |
| 51.                                                                              | Estudiantes de Medicina                                                          | 4                                                                                | 2001, 2002, 2003, 2004                                                             | 0                                                                                | 0                                                                                | 1                                                                                | 1                                                                                |
| 52.                                                                              | Mariscal Sucre                                                                   | 3                                                                                | 1966, 1967, 1968                                                                   | 0                                                                                | 0                                                                                | 1                                                                                | 1                                                                                |
| 53.                                                                              | Deportivo SIMA                                                                   | 3                                                                                | 1970, 1972, 1973                                                                   | 0                                                                                | 0                                                                                | 2                                                                                | 2                                                                                |
| 54.                                                                              | Hungaritos Agustinos                                                             | 3                                                                                | 1986, 1987, 1988                                                                   | 0                                                                                | 0                                                                                | 1                                                                                | 1                                                                                |
| 55.                                                                              | 15 de Septiembre                                                                 | 3                                                                                | 1988, 1989, 1990                                                                   | 0                                                                                | 0                                                                                | 1                                                                                | 1                                                                                |
| 56.                                                                              | Alipio Ponce                                                                     | 3                                                                                | 1988, 1989, 1990                                                                   | 0                                                                                | 0                                                                                | 1                                                                                | 1                                                                                |
| 57.                                                                              | Juvenil Los Ángeles                                                              | 3                                                                                | 1987, 1990, 1991                                                                   | 0                                                                                | 0                                                                                | 2                                                                                | 2                                                                                |
| 58.                                                                              | Unión Tarapoto                                                                   | 3                                                                                | 1989, 1990, 1991                                                                   | 0                                                                                | 0                                                                                | 1                                                                                | 1                                                                                |
| 59.                                                                              | FBC Aurora                                                                       | 3                                                                                | 1989, 1990, 1991                                                                   | 0                                                                                | 0                                                                                | 1                                                                                | 1                                                                                |
| 60.                                                                              | Guardia Republicana                                                              | 3                                                                                | 1986, 1988, 1996                                                                   | 0                                                                                | 0                                                                                | 3                                                                                | 3                                                                                |
| 61.                                                                              | Aurich-Cañaña                                                                    | 3                                                                                | 1994, 1995, 1996                                                                   | 0                                                                                | 0                                                                                | 1                                                                                | 1                                                                                |
| 62.                                                                              | Ciclista Lima                                                                    | 3                                                                                | 1994, 1995, 1996                                                                   | 0                                                                                | 0                                                                                | 1                                                                                | 1                                                                                |
| 63.                                                                              | Sport Coopsol (Trujillo)                                                         | 3                                                                                | 2000, 2001, 2002                                                                   | 0                                                                                | 0                                                                                | 1                                                                                | 1                                                                                |
| 64.                                                                              | Atlético Universidad                                                             | 3                                                                                | 2003, 2004, 2005                                                                   | 0                                                                                | 0                                                                                | 1                                                                                | 1                                                                                |
| 65.                                                                              | Comerciantes Unidos                                                              | 3                                                                                | 2016, 2017, 2018                                                                   | 0                                                                                | 0                                                                                | 1                                                                                | 1                                                                                |
| 66.                                                                              | Alfonso Ugarte de Chiclin                                                        | 2                                                                                | 1966, 1967                                                                         | 0                                                                                | 0                                                                                | 2                                                                                | 2                                                                                |
| 67.                                                                              | KDT Nacional                                                                     | 2                                                                                | 1968, 1969                                                                         | 0                                                                                | 0                                                                                | 1                                                                                | 1                                                                                |
| 68.                                                                              | Sport Pilsen                                                                     | 2                                                                                | 1984, 1985                                                                         | 0                                                                                | 0                                                                                | 1                                                                                | 1                                                                                |
| 69.                                                                              | Chanchamayo FC                                                                   | 2                                                                                | 1984, 1985                                                                         | 0                                                                                | 0                                                                                | 1                                                                                | 1                                                                                |
| 70.                                                                              | Los Espartanos                                                                   | 2                                                                                | 1985, 1986                                                                         | 0                                                                                | 0                                                                                | 1                                                                                | 1                                                                                |
| 71.                                                                              | Deportivo Tintaya                                                                | 2                                                                                | 1988, 1989                                                                         | 0                                                                                | 0                                                                                | 1                                                                                | 1                                                                                |
| 72.                                                                              | Meteor Sport Club                                                                | 2                                                                                | 1989, 1990                                                                         | 0                                                                                | 0                                                                                | 1                                                                                | 1                                                                                |
| 73.                                                                              | Atlético Belén                                                                   | 2                                                                                | 1989, 1990                                                                         | 0                                                                                | 0                                                                                | 1                                                                                | 1                                                                                |
| 74.                                                                              | Chacarita Versalles                                                              | 2                                                                                | 1989, 1990                                                                         | 0                                                                                | 0                                                                                | 1                                                                                | 1                                                                                |
| 75.                                                                              | Mariscal Nieto                                                                   | 2                                                                                | 1986, 1991                                                                         | 0                                                                                | 0                                                                                | 2                                                                                | 2                                                                                |
| 76.                                                                              | Deportivo Pacífico                                                               | 2                                                                                | 1990, 1991                                                                         | 0                                                                                | 0                                                                                | 1                                                                                | 1                                                                                |
| 77.                                                                              | Deportivo Morba                                                                  | 2                                                                                | 1990, 1991                                                                         | 0                                                                                | 0                                                                                | 1                                                                                | 1                                                                                |
| 78.                                                                              | Unión Huayllaspanca                                                              | 2                                                                                | 1990, 1991                                                                         | 0                                                                                | 0                                                                                | 1                                                                                | 1                                                                                |
| 79.                                                                              | Deportivo Bancos                                                                 | 2                                                                                | 1990, 1991                                                                         | 0                                                                                | 0                                                                                | 1                                                                                | 1                                                                                |
| 80.                                                                              | Deportivo Yurimaguas                                                             | 2                                                                                | 1991, 1992                                                                         | 0                                                                                | 0                                                                                | 1                                                                                | 1                                                                                |
| 81.                                                                              | La Loretana                                                                      | 2                                                                                | 1996, 1997                                                                         | 0                                                                                | 0                                                                                | 1                                                                                | 1                                                                                |
| 82.                                                                              | Total Chalaco                                                                    | 2                                                                                | 2009, 2010                                                                         | 0                                                                                | 0                                                                                | 1                                                                                | 1                                                                                |
| 83.                                                                              | Cobresol FBC                                                                     | 2                                                                                | 2011, 2012                                                                         | 0                                                                                | 0                                                                                | 1                                                                                | 1                                                                                |
| 84.                                                                              | Sport Rosario                                                                    | 2                                                                                | 2017, 2018                                                                         | 0                                                                                | 0                                                                                | 1                                                                                | 1                                                                                |
| 85.                                                                              | Academia Cantolao                                                                | 2                                                                                | 2017, 2018                                                                         | 0                                                                                | 0                                                                                | 1                                                                                | 0                                                                                |
| 86.                                                                              | Carlos Concha                                                                    | 1                                                                                | 1966                                                                               | 0                                                                                | 0                                                                                | 1                                                                                | 1                                                                                |
| 87.                                                                              | ADO                                                                              | 1                                                                                | 1971                                                                               | 0                                                                                | 0                                                                                | 1                                                                                | 1                                                                                |
| 88.                                                                              | Sportivo Huracán                                                                 | 1                                                                                | 1973                                                                               | 0                                                                                | 0                                                                                | 1                                                                                | 1                                                                                |
| 89.                                                                              | Walter Ormeño                                                                    | 1                                                                                | 1974                                                                               | 0                                                                                | 0                                                                                | 1                                                                                | 1                                                                                |
| 90.                                                                              | FBC Piérola                                                                      | 1                                                                                | 1974                                                                               | 0                                                                                | 0                                                                                | 1                                                                                | 1                                                                                |
| 91.                                                                              | Unión Pesquero                                                                   | 1                                                                                | 1974                                                                               | 0                                                                                | 0                                                                                | 1                                                                                | 1                                                                                |
| 92.                                                                              | Atlético Barrio Frigorífico                                                      | 1                                                                                | 1974                                                                               | 0                                                                                | 0                                                                                | 1                                                                                | 1                                                                                |
| 93.                                                                              | Alianza Naval                                                                    | 1                                                                                | 1988                                                                               | 0                                                                                | 0                                                                                | 1                                                                                | 1                                                                                |
| 94.                                                                              | Social Magdalena                                                                 | 1                                                                                | 1989                                                                               | 0                                                                                | 0                                                                                | 1                                                                                | 1                                                                                |
| 95.                                                                              | San Martín de Porres                                                             | 1                                                                                | 1989                                                                               | 0                                                                                | 0                                                                                | 1                                                                                | 1                                                                                |
| 96.                                                                              | Alianza Universidad                                                              | 1                                                                                | 1991                                                                               | 0                                                                                | 0                                                                                | 1                                                                                | 1                                                                                |
| 97.                                                                              | Deportivo Comercio                                                               | 1                                                                                | 1991                                                                               | 0                                                                                | 0                                                                                | 1                                                                                | 1                                                                                |
| 98.                                                                              | Alcides Vigo                                                                     | 1                                                                                | 1997                                                                               | 0                                                                                | 0                                                                                | 1                                                                                | 1                                                                                |
| 99.                                                                              | Lawn Tennis                                                                      | 1                                                                                | 1998                                                                               | 0                                                                                | 0                                                                                | 1                                                                                | 1                                                                                |
| 100.                                                                             | IMI                                                                              | 1                                                                                | 1999                                                                               | 0                                                                                | 0                                                                                | 1                                                                                | 1                                                                                |
| 101.                                                                             | FBC Total Clean                                                                  | 1                                                                                | 2007                                                                               | 0                                                                                | 0                                                                                | 1                                                                                | 1                                                                                |
| 102.                                                                             | Atlético Minero                                                                  | 1                                                                                | 2008                                                                               | 0                                                                                | 0                                                                                | 1                                                                                | 1                                                                                |
| 103.                                                                             | Pacífico FC                                                                      | 1                                                                                | 2013                                                                               | 0                                                                                | 0                                                                                | 1                                                                                | 1                                                                                |
| 104.                                                                             | San Simón                                                                        | 1                                                                                | 2014                                                                               | 0                                                                                | 0                                                                                | 1                                                                                | 1                                                                                |
| 105.                                                                             | Los Caimanes                                                                     | 1                                                                                | 2014                                                                               | 0                                                                                | 0                                                                                | 1                                                                                | 1                                                                                |
| 106.                                                                             | Sport Loreto                                                                     | 1                                                                                | 2015                                                                               | 0                                                                                | 0                                                                                | 1                                                                                | 1                                                                                |
| 107.                                                                             | Defensor La Bocana                                                               | 1                                                                                | 2016                                                                               | 0                                                                                | 0                                                                                | 1                                                                                | 1                                                                                |
| 108.                                                                             | Deportivo Binacional                                                             | 1                                                                                | 2018                                                                               | 1                                                                                | 0                                                                                | 1                                                                                | 0                                                                                |

- En Negrita, números de títulos (Temporadas Totales).
- En Cursiva, números de subtítulos (Temporadas Totales).

## Partidos clásicos
Se denomina clásico al partido que enfrenta a dos instituciones cuya rivalidad lleva un largo tiempo, esto derivado por factores como la cercanía geográficas o compartidas. Los clásicos que se juegan o que alguna vez se han jugado en la Primera División del Perú son los siguientes:
- Superclásico: Alianza Lima y Universitario de Deportes
- Clásico SC-UD: Sporting Cristal vs. Universitario de Deportes
- Clásico AL-SC: Sporting Cristal vs. Alianza Lima
- Clásico Lima-Callao: Alianza Lima vs. Sport Boys
- Clásico UD-DM: Universitario de Deportes vs. Deportivo Municipal
- Clásico del sur: FBC Melgar vs. Cienciano
- Clásico trujillano: Universidad César Vallejo Club de Fútbol vs. Carlos A. Mannucci
- Clásico del norte: Juan Aurich vs. Carlos A. Mannucci
- Clásico porteño: Sport Boys vs. Atlético Chalaco

## Goleadores históricos
| Posición | Futbolista       | Goles |
| -------- | ---------------- | ----- |
| 1.º      | Sergio Ibarra    | 274   |
| 2.º      | Oswaldo Ramírez  | 190   |
| 3.º      | Waldir Sáenz     | 172   |
| 4.º      | Germán Carty     | 166   |
| 5.º      | Jorge Soto       | 161   |
| 6.º      | Ysrael Zúñiga    | 159   |
| 7.º      | Pedro García     | 155   |
| 8.º      | Paul Cominges    | 155   |
| 9.º      | Teófilo Cubillas | 152   |
| 10.º     | Johan Fano       | 151   |